# Bhutajana
Bhutajana is een geslacht van kevers uit de familie bladkevers (Chrysomelidae).
De wetenschappelijke naam van het geslacht werd in 1979 gepubliceerd door Scherer.

## Soorten
- Bhutajana metallica Scherer, 1979
- Bhutajana nepalensis Scherer, 1989